# Identitat d'òrgan
Identitat d'òrgan en la genètica, és el fenomen pel qual durant el desenvolupament embrionari d'animals i plantes els grups de cèl·lules en el moment que coneixen quina és la seva posició dins l'embrió, es diferencien cap a un determinat òrgan o estructura, adquirint un compromís de destí cel·lular. En la presa d'aquesta decisió hi intervenen tant les interaccions amb les cèl·lules del voltant com els gradients de factors morfogenètics que defineixen els eixos corporals.

## EnDrosophila melanogaster
El pla corporal de tots els artròpodes inclou dos parells d'apèndixs per cada segment: un parell dorsal i un altre ventral. En la mosca de la fruita els apèndixs de la forma adulta es formen a partir d'estructures anomenades discs imaginals que es determinen ja en l'estadi embrionari i creixen durant l'etapa larvària.
Els apèndixs concrets que donen lloc als discs imaginals són:
- T1: Parell de discs humerals i parell de potes 1
- T2: Parell d'ales i parell de potes 2
- T3: Parell d'halteris i parell de potes 3

Una vegada definida la identitat de l'òrgan com disc imaginal dorsal, cal la participació dels gens homeòtics.

## Formació de dents de mamífers
Les dents es formen a partir dels teixits mesenquimàtic i epitelial que es converteixen al final del procés en odontoblasts i ameloblasts respectivament. S'ha vist una “comunicació” recíproca entre ambdós teixits.